# UNIVAC
UNIVAC (UNIVersal Automatic Computer) — підрозділ компанії Remington Rand, створений розробниками комп'ютера ENIAC — Джоном Моклі та Преспером Екертом, та назва перших в США комп'ютерів, призначених для комерційного застосування, які своїм успіхом були зобов'язані зручним компонентам введення-виведення даних. Комп'ютери — послідовники Univac 1107 продовжують знаходити застосування у 21-му столітті, і виробляються корпорацією Unisys.

## Історія
Моклі і Екерт задалися метою розробити для машини UNIVAC накопичувач на магнітній стрічці, яким можна було б користуватися як для введення, так і для виводу інформації. На відміну від недостатньо міцною пластмасової стрічки, що застосовувалася в комп'ютері BINAC, в UNIVAC використовувалася металева. Більш того, пристрій був компактним: на одну бобіну намотувалось до 400 м стрічки шириною в 1,2 см, причому на кожному сантиметрі стрічки зберігалася інформація в кількості понад 40 десяткових розрядів. Таким чином, на одній бобіні стрічки вдавалося записати понад мільйон символів, що еквівалентно десяткам тисяч перфокарт.

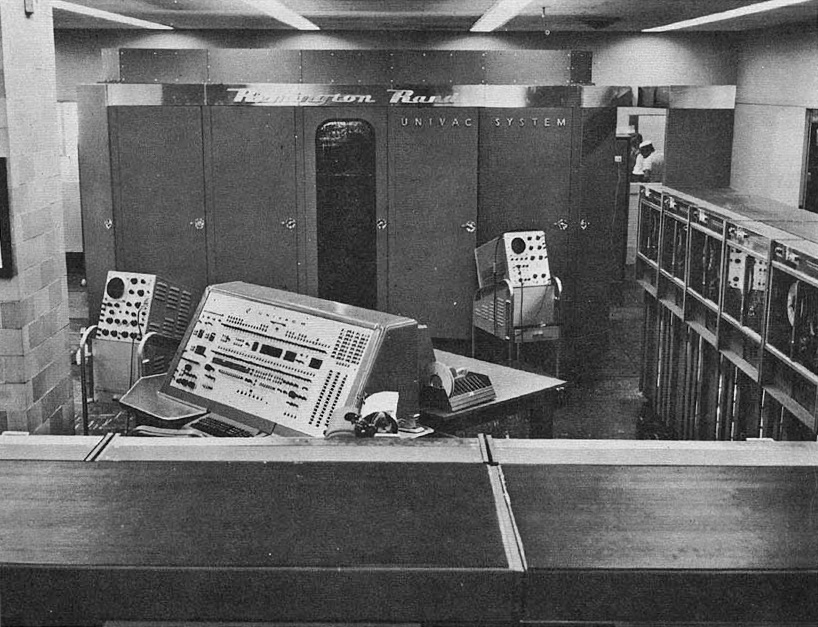
UNIVAC I

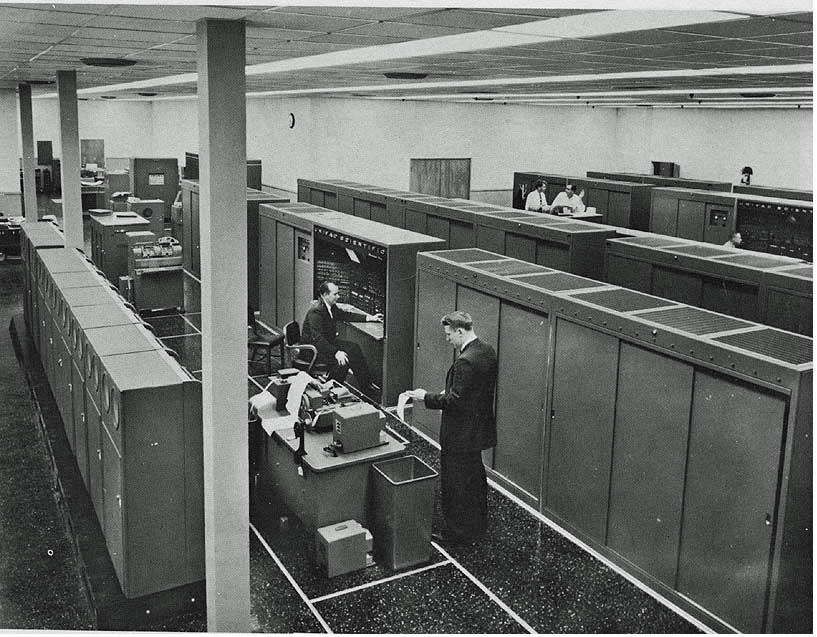
UNIVAC 1103

Моклі і Екерт розробили також електронний пристрій UNISERVO I, який виводив дані на магнітну стрічку і вводив з неї зі швидкістю, яка віщувала революційні зміни в техніці введення-виведення. Пристрій UNISERVO міг зчитувати 12,5 тис. символів в секунду, проте металева стрічка виявилася занадто грубою для чутливих магнітних головок швидкодіючого пристрою, і в наступних модифікаціях металева стрічка була замінена пластмасовою, виготовленої з матеріалів, досить міцних, але таких, що викликають менше руйнування магнітної головки.

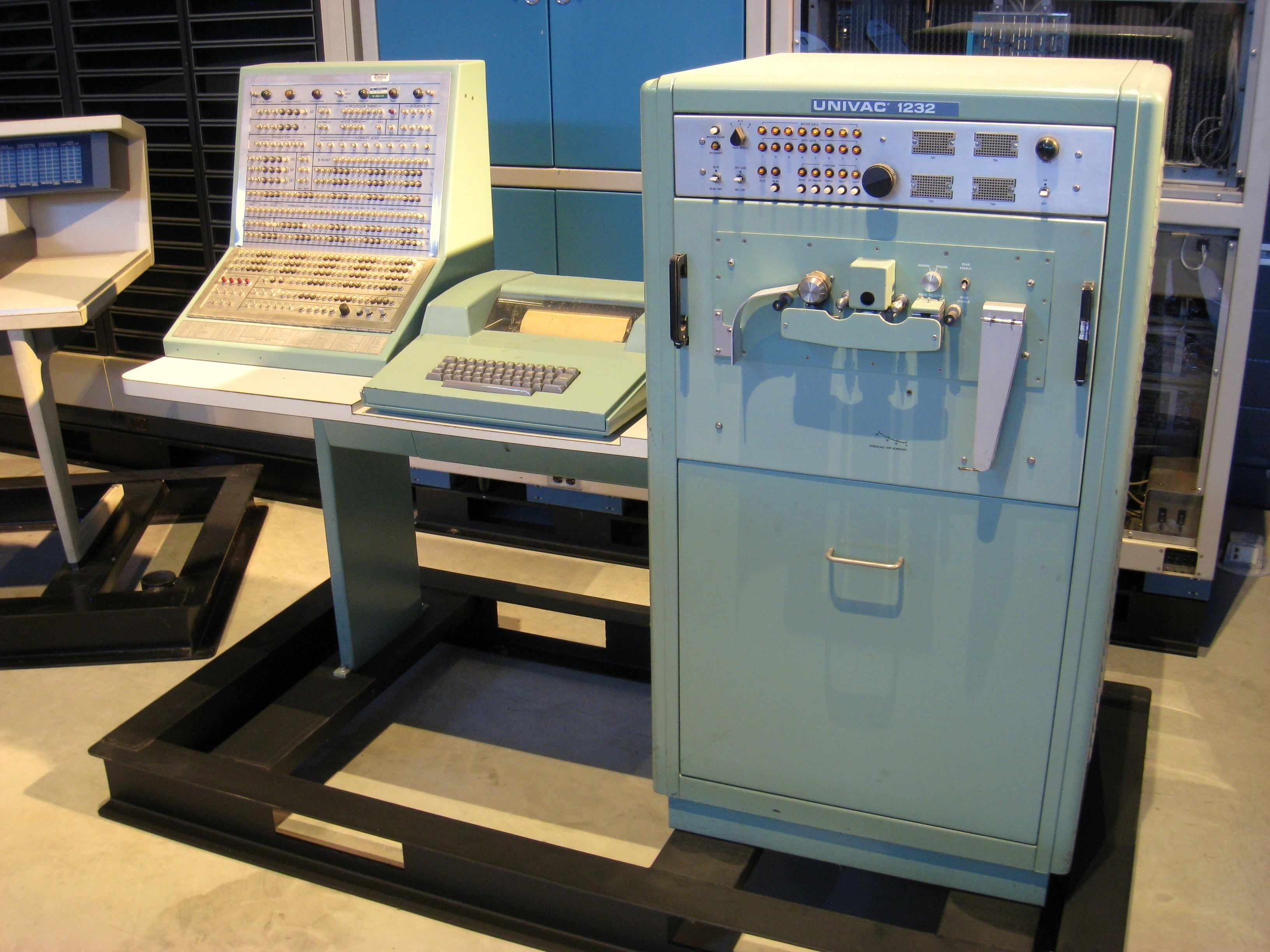
UNIVAC 1232

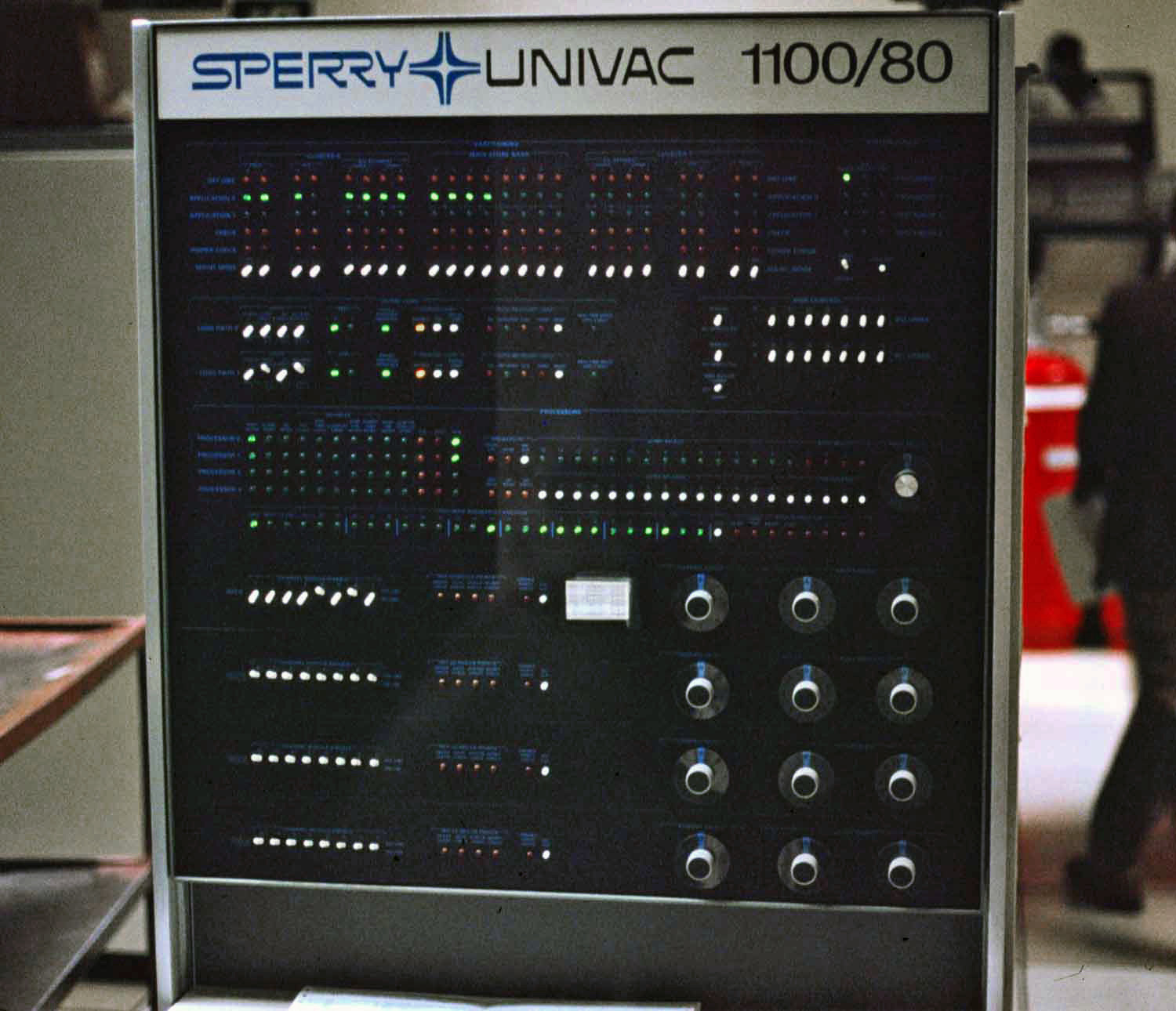
UNIVAC 1100/80

Можливо, найбільш вдалим пристроєм в системі вводу-виводу комп'ютера UNIVAC був швидкодіючий принтер. Потреба в такому принтері не викликала сумнівів з самого початку, оскільки машина призначалася для великих організацій, де вона могла використовуватися для розрахунку заробітної плати, складання фінансових звітів та інвентаризації. До того часу вже існували досить досконалі друкуючі пристрої. Ще в роки війни на одному із захоплених німецьких підводних човнів був виявлений цікавий принтер, в якому молоточки притискали папір до друкувального циліндра. Кілька американських фірм робили спроби вдосконалити цей пристрій, коли група, що розробляла UNIVAC, вирішила створити власний принтер.
Розробку принтера було доручено одному з керівників проекту Ерлу Мастерсону; спільно з Дж. Преспером Екертом йому вдалося сконструювати перший комерційний високошвидкісний принтер. Пізніше Мастерсон згадував, що пропозиція створити новий принтер надійшла з торгового відділу фірми Remington Rand: «Там заявили, що не зможуть більше залучити жодного покупця, якщо UNIVAC не знайде можливість друкувати величезні томи вихідної інформації. На нас чинили потужний тиск, кваплячи завершити розробку принтера».
Коли вступив в експлуатацію перший UNIVAC I — у 1951 р. його придбало бюро перепису населення США, Мастерсон ще трудився над дослідним зразком свого винаходу. Але до 1954 р. він завершив розробку машини, і закладені в ній принципи лягли в основу майбутньої технології пристроїв введення-виведення. Юніпрінтер Мастерсона друкував рядок зі 120 символів практично одномоментно, а не по одному символу, як це робили всі принтери з тих пір, як ще в XIX ст. з'явилася друкарська машинка.
Ідея рядкового принтера стала практично здійсненною, перш за все завдяки дуже дотепному пристрою — обертальному барабану. На барабан наносилися повні шрифтові набори символів — на кожну з 120 позицій доводилося по одному шрифтовому набору. Барабан швидко обертається навколо горизонтальної осі, молоточок на кожній позиції притискає папір до фарбувальної стрічки, а останню — до відповідної літери. Принтер Мастерсона працював на електронних лампах, що споживали 14 кВт електроенергії. Інформацію, оброблену комп'ютером, він зчитував з магнітної стрічки і друкував зі швидкістю 600 рядків на хвилину, що в 4 рази перевищувало швидкість табулятора від IBM, що використовувався як принтер.
У 50-ті роки урядовим організаціям і фірмам було продано всього 46 машин першої моделі UNIVAC. І хоча цей принтер був лише додатковою (а не обов'язковою) частиною обладнання, його, як з гордістю згадував Мастерсон, «купував майже кожен, хто купував комп'ютер».